# Ferdinand Stegmayer
Ferdinand Stegmayer (Viena, 1803 - 1863) fou un compositor austríac.
Va ser mestre de cors en diversos teatres de la seva ciutat nadiua, després en el Königstadt de Berlín i més tard director d'orquestra de la companyia d'òpera alemanya Röckel a París. Per acabar, de 1853 a 1857 fou professor de cant del Conservatori de Viena.
Va compondre dos graduals per a veus d'home, un ofertori; lieder; una obertura; minuets; poloneses; valsos per a piano, etc.